# Парсюкевич, Сергей Егорович
Серге́й Его́рович Парсюке́вич (бел. Сяргей Ягоравіч Парсюкевіч, род. 14 мая 1967 г.) — белорусский предприниматель и политический активист.
Осуждён на 2,5 года заключения общего режима и выплату 1 миллиона 100 тыс. рублей компенсации морального вреда. По мнению многих, приговор был политически мотивирован.

## Биография
Родился 14 мая 1967 года в г. Витебске. Первый диплом (о музыкальном образовании) получил в 1982 году, окончив 8 классов 33-й средней школы г. Витебска по классу аккордеона. В 1984 году закончил 10 классов 31-й средней школы г. Витебска (с углублённым изучением математики и физики).
В 1984 году поступил в Военный инженерный Краснознамённый институт им. А. Ф. Можайского в Ленинграде, который окончил в 1989 году по специальности «технические системы» и квалификации «инженер-механик».
После окончания института в звании лейтенанта Военно-Космических сил СССР был направлен для дальнейшего прохождения службы на космодром «Байконур». Участвовал в подготовке и осуществлении запусков ракет-носителей «Циклон», «Протон» и «Энергия» с кораблём «Буран». Весной 1994 года, после того как Военно-Космические Силы перешли под юрисдикцию Российской Федерации, написал рапорт с просьбой уволить его по собственному желанию. В марте 1995 года с должности начальника отделения в звании капитана ВКС РФ был уволен в запас.
5-го мая 1995 года, после прохождения месячной стажировки, был назначен на должность эксперта-криминалиста ЭКО Октябрьского РОВД г. Витебска. В ноябре 1997 года переведён на должность начальника отделения криминалистических экспертиз и исследований Межрайонного экспертно-криминалистического отдела Управления внутренних дел Витебского облисполкома. В январе 2004 года с должности начальника ЭКО Железнодорожного РОВД г. Витебска в звании майора милиции уволился на пенсию по состоянию здоровья.
В феврале 2004 года был зарегистрирован индивидуальным предпринимателем. Весной 2005 года принял активное участие в предпринимательском движении, на общем собрании индивидуальных предпринимателей Смоленского рынка г. Витебска был избран председателем Совета предпринимателей рынка. Член РОО «Перспектива», республиканского координационного Совета индивидуальных предпринимателей, кампании «За свободное развитие предпринимательства». С 2005 года активно участвует в политической жизни страны.

## Политическая деятельность
Парсюкевич был участником демонстрации предпринимателей против президентского декрета № 760, которая прошла в Минске 10 января 2008. 13 января был задержан в Витебске милицией, обвинён в участии в несанкционированной демонстрации и перевезён в Минск. 14 января был приговорён к 15 суткам ареста, во время которых он держал голодовку протеста.
21 января Парсюкевич, по его словам, подтверждённым свидетелями был сильно избит сотрудником минского Центра изоляции правонарушителей Александром Дулубом. Через несколько дней после освобождения, 3 марта против него самого было возбуждено уголовное дело по ст. 364 («насилие либо угроза насилия в отношении сотрудника милиции»). Истцом выступил избивший Парсюкевича Александр Дулуб.
23 апреля судьёй В. Авдеенко Парсюкевичу был вынесен приговор: 2,5 года заключения в колонии общего режима и выплата 1 милл. 100 тыс. рублей компенсации морального ущерба А. Дулубу.
20 августа 2008 года Сергей Парсюкевич был освобождён из минской колонии № 1 по указу президента Беларуси Александра Лукашенко.
В 2010 году Парсюкевич стал одним из активных участников кампании «Говори правду!».